# Ayano Farada
Ayano Farada (in ebraico איינאו פרדה‎?; Gerusalemme, 29 aprile 2002) è un calciatore israeliano, centrocampista dell'Hapoel Gerusalemme.

## Carriera

### Club
Farada è cresciuto nelle giovanili dell'Hapoel Gerusalemme, che lo ha acquistato nel 2020 dall'Hapoel Katamon G. Ha debuttato in prima squadra il 15 marzo 2021 nell'incontro di Coppa d'Israele perso 1-0 contro l'Hapoel Kfar Shalem. A partire dalla stagione 2022-2023 fa parte in pianta stabile della prima squadra.

### Nazionale
Il 14 giugno 2023 è stato convocato per l'Europeo Under-21.

## Statistiche

### Presenze e reti nei club
Statistiche aggiornate al 8 marzo 2024.
| Stagione        | Squadra            | Campionato      | Campionato | Campionato | Coppe nazionali | Coppe nazionali | Coppe nazionali | Coppe continentali | Coppe continentali | Coppe continentali | Altre coppe | Altre coppe | Altre coppe | Totale | Totale | Totale |
| Stagione        | Squadra            | Comp            | Pres       | Reti       | Comp            | Pres            | Reti            | Comp               | Pres               | Reti               | Comp        | Pres        | Reti        | Pres   | Reti   |        |
| --------------- | ------------------ | --------------- | ---------- | ---------- | --------------- | --------------- | --------------- | ------------------ | ------------------ | ------------------ | ----------- | ----------- | ----------- | ------ | ------ | ------ |
| 2020-2021       | Hapoel Gerusalemme | LL              | 0          | 0          | CI+TC           | 1+0             | 0               |                    | -                  | -                  |             | -           | -           | 1      | 0      |        |
| 2021-2022       | Hapoel Gerusalemme | LL              | 0          | 0          | CI+TC           | 0               | 0               |                    | -                  | -                  |             | -           | -           | 0      | 0      |        |
| 2022-2023       | Hapoel Gerusalemme | LHA             | 10         | 0          | CI+TC           | 0+4             | 0               |                    | -                  | -                  |             | -           | -           | 14     | 0      |        |
| 2023-2024       | Hapoel Gerusalemme | LHA             | 23         | 1          | CI+TC           | 2+3             | 1+0             |                    | -                  | -                  |             | -           | -           | 28     | 2      |        |
| Totale carriera | Totale carriera    | Totale carriera | 27         | 1          |                 | 10              | 1               |                    | -                  | -                  |             | -           | -           | 37     | 2      |        |